# Hermanas de la Asunción de Nairobi
La Congregación de las Hermanas de la Asunción de Nuestra Señora (oficialmente en inglés: Congregation of the Sisters of the Assumption of the Blessed Virgin Mary) es una congregación religiosa católica femenina de vida apostólica y de derecho pontificio, fundada por el arzobispo de Nairobi, John Joseph McCarthy, en 1954, en la localidad de Thika (Kenia). A las religiosas de este instituto se les conoce como hermanas de la Asunción de Nairobi y posponen a sus nombres las siglas A.S.N.

## Historia
La congregación fue fundada por el arzobispo de Nairobi, John Joseph McCarthy, en la población de Thika (Kenia), en 1954, con el fin de dedicarse a las misiones en medio de los jóvenes y niños de las poblaciones pobres del país africano, con la aprobación de la Congregación de Propaganda Fide, la cual le concedió el derecho diocesano, para las congregaciones misioneras. Las primeras religiosas fueron formadas por las Misioneras de Nuestra Señora de África.
El 27 de mayo de 1998, bajo el pontificado de Juan Pablo II, el instituto recibió la aprobación de la Santa Sede.

## Organización
La Congregación de las Hermanas de la Asunción de Nuestra Señora es un instituto religioso de derecho pontificio centralizado, cuyo gobierno recae en la superiora general, a la que los miembros del instituto llaman Madre general. A ella, le coadyuva su consejo, elegido para un periodo de seis años. La sede central se encuentra en Nairobi (Kenia).
Las hermanas de la Asunción de Nairobi se dedican a la educación cristiana de los niños, a la preparación catequética de los mismos, a la promoción de la mujer y a otras actividades misioneras. En 2015, el instituto contaba con unas 196 religiosas y 44 comunidades, presentes en Estados Unidos, India, Jamaica y Kenia.